# اوا آیلون
اوا ماریا آنجلیکا آیلون اوربینا (زادهٔ ۷ فوریهٔ ۱۹۵۶لیما، پرو) که بیشتر با نام هنری خود اوا آیلون (انگلیسی: Eva Ayllón) شناخته می‌شود، آهنگساز و خواننده زن اهل پرو است که یکی از برجسته‌ترین موسیقی‌دانان آفریقایی‌تبار پرو و یکی از ماندگارترین اسطوره‌های زنده این کشور شناخته می‌شود. او رکورد بیشترین نامزدی بدون برنده شدن جایزه گرمی لاتین برای بهترین آلبوم فولک را در اختیار دارد. در سال ۲۰۱۹، او جایزه یک عمر دستاورد گرمی لاتین را دریافت کرد.
آیلون با لقب ملکه لاندو نیز شناخته می‌شود، وی تاکنون برنده جایزه گرمی لاتین برای موسیقی برتر بابت کمک‌های خود به فرهنگ پرو شده و علاوه بر آن ده بار نیز نامزد بهترین آلبوم فولک شده است. آیلون که یکی از نمادهای کریول و موزیکا کریولا به حساب می‌آید، به ژانرهای دیگر موسیقی نیز وارد شد و با تعدادی از هنرمندان برجسته مانند گیلبرت سانتا روزا، سولداد پاستوروتی، مارک آنتونی، دیه‌گو ال سیگالا، خوزه لوئیز رودریگز، آرماندو مانزانرو و رافائل همکاری داشته است.
با تقریباً ۵۰ سال فعالیت بی‌وقفه در عرصه خوانندگی، آیلون یکی از بزرگ‌ترین نمادهای موسیقی سنتی پرو در نظر گرفته می‌شود.

## زندگی‌نامه
آیلون در یک خانواده سنتی لیمنیو با مادربزرگ مادری خود بزرگ شد. او نام هنری «اوا» را از روی نام مادربزرگ مادری اش، ایوا، که در سن سه سالگی او را تشویق به موسیقی می‌کرد برگزیده است. اوا آیلون در کودکی و نوجوانی در مسابقات مدرسه و بعدها در تلویزیون و رادیو آواز خواند. در اوایل دهه ۱۹۷۰، ایوا در بسیاری از گروه‌های موزیکال کریولا که به‌طور محلی به نام «پناس کریولا» شناخته می‌شدند مانند Rinconcito Monsefuano, La peña de los Ugarte, Los Mundialistas o Callejón و Los Kipus ظاهر شد. آیلون از سال ۱۹۷۳ تا ۱۹۷۵ به عنوان خواننده اصلی این گروه سه‌گانه محبوب خواند اما در نهایت گروه را ترک کرد و به دنبال یک حرفه انفرادی رفت.

## حرفه موسیقی
در سال ۱۹۷۹، آیلون مجموعه‌ای از تورهای بین‌المللی را با حضور در اروپا، ایالات متحده آمریکا، کانادا و ژاپن آغاز کرد و از آن زمان به بعد موسیقی و قطعات فولک او به صورت سالانه در رویدادهای موسیقی بین‌المللی اجرا می‌شوند. در سال ۱۹۸۹، آیلون برای پیوستن به گروه فرزندان خورشید دعوت شد، یک ابرگروه متشکل از ستارگان موسیقی پرو که توسط تهیه‌کننده ریکاردو گیبلینی در تلاش برای ترویج موسیقی پرو از طریق اجرا و ضبط موسیقی ایجاد شده بود.
اولین آلبوم آیلون در ایالات متحده به نام لیندا پروانا توسط تایمز اسکوئر رکوردز در سال ۲۰۰۴ ضبط و منتشر شد. از آن زمان، حضور موسیقایی آیلون همچنان فراتر از مرزهای پرو ادامه دارد. وی در راستای تعهد خود به گسترش آگاهی دربارهٔ فرهنگ آفریقایی پرویی، در همان سال محل سکونت خود را از لیما، پرو به نیوجرسی تغییر داد. آلبوم لیندا پروانا در سراسر جهان مورد تحسین و شناسایی قرار گرفت و در آلمان جایزه منتخب منتقدان را برای بهترین ضبط فولک دریافت کرد. در سال ۲۰۰۷، آیلون به عنوان داور در بزرگ‌ترین جشنواره موسیقی آمریکای لاتین، جشنواره بین‌المللی آواز وینا دل مار شرکت کرد. در ماه آوریل، |آیلون یک دی‌وی‌دی ضبط شده از کنسرت زنده با عنوان تجاری «زنده از هالییود» منتشر کرد. وی تاکنون بیش از ۳۰ آلبوم موسیقی تولید کرده است و ده بار نامزد دریافت جایزه گرمی لاتین شده است. آخرین اثر او که «۴۸ سال بعد» نام دارد تلفیقی از بزرگ‌ترین موفقیت‌های دوران حرفه‌ای او است و سبک‌های موسیقی را که در چهار دهه گذشته اجرا کرده است مرور می‌کند. در ۸ نوامبر ۲۰۰۸، آیلون در تالار کارنگی در نیویورک به اجرا پرداخت.